# Panotype

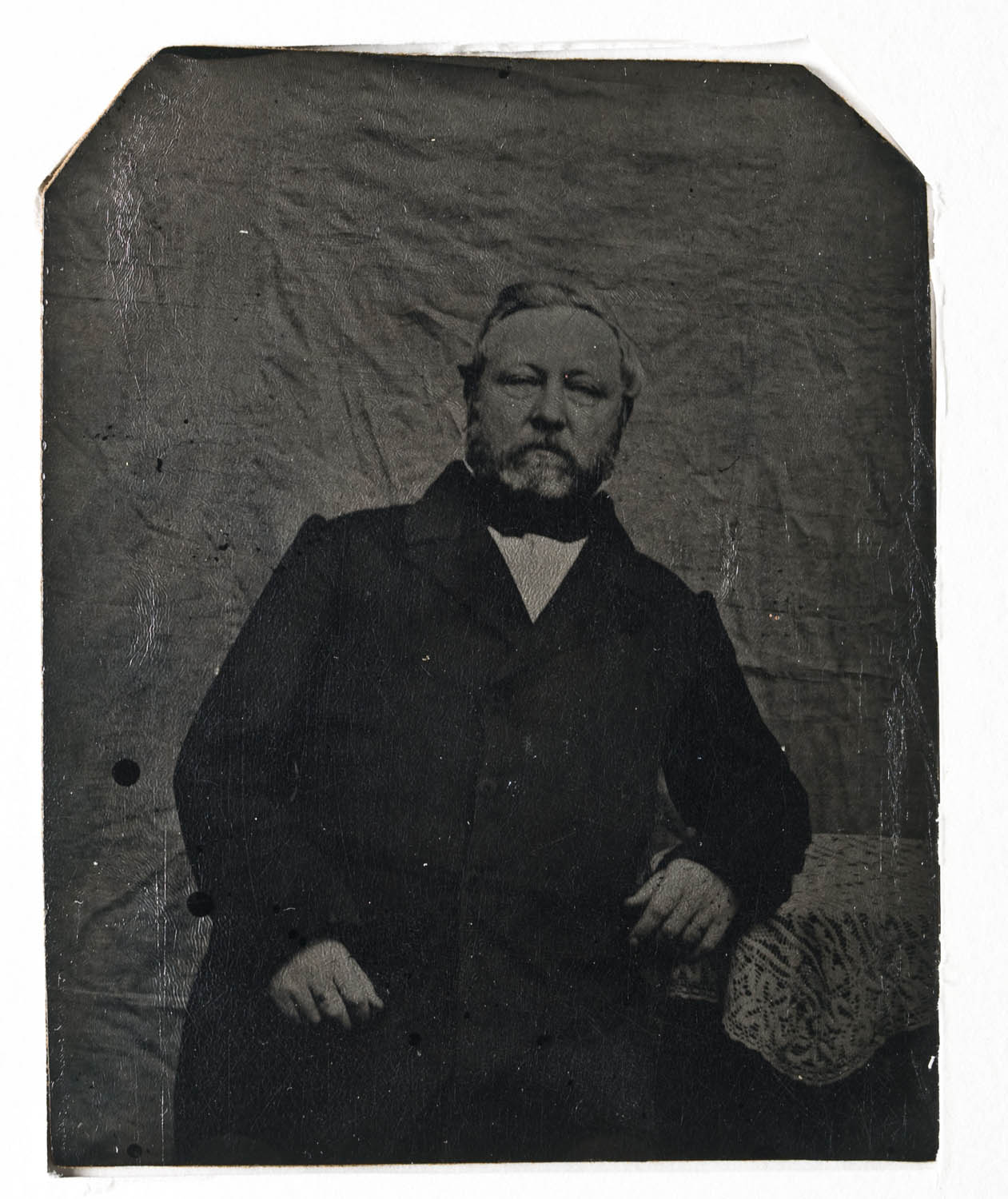
Un pannotype conservé au Musée nordique (île de Djurgården, Stockholm).

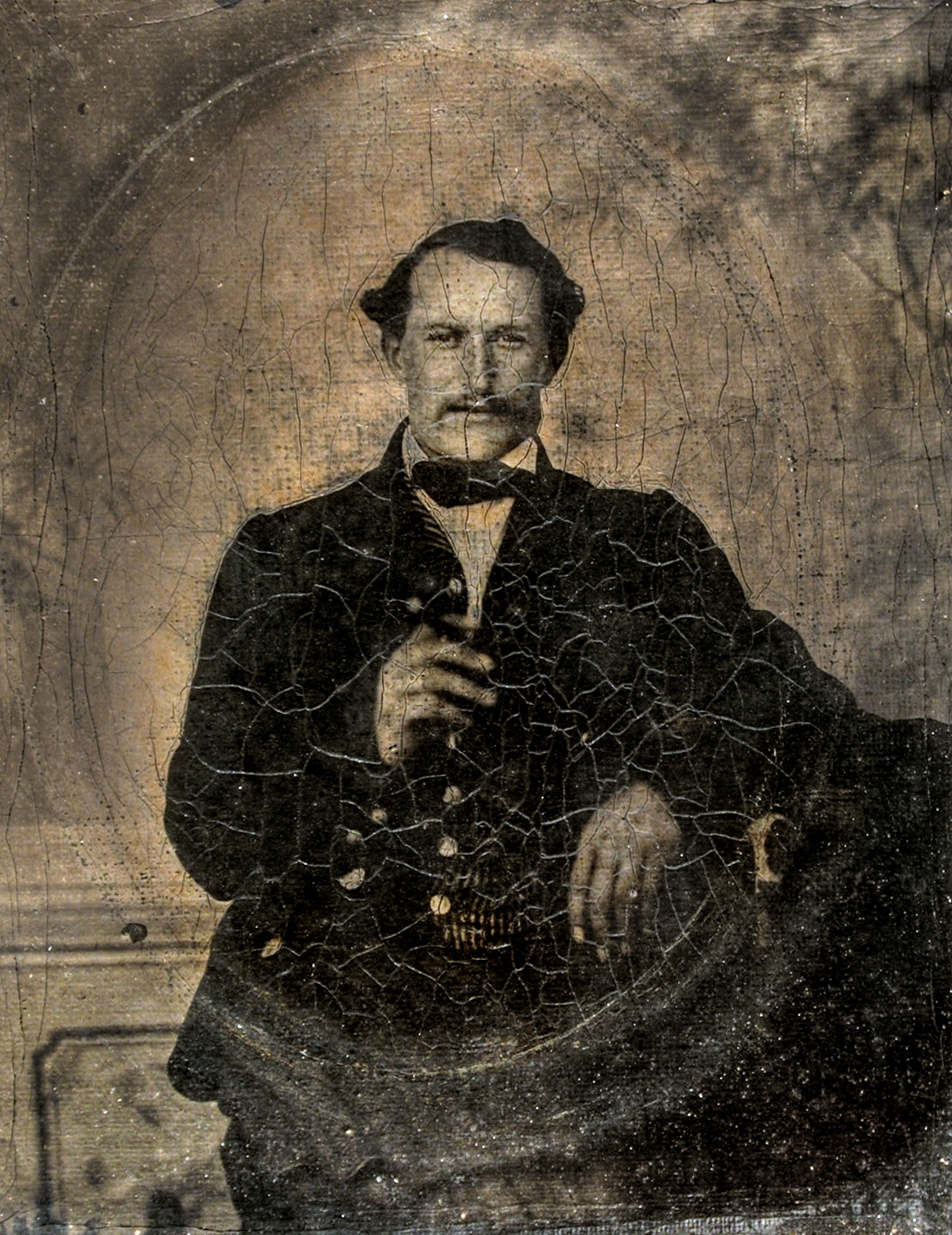
Portrait d'homme vers 1855.

Le panotype (ou pannotype en anglais) (du latin pannus = toile ) est un procédé photographique appartenant à la catégorie des positifs directs comme l'ambrotype ou le ferrotype. Il s'agit d'une photographie au collodion humide transportée sur des supports moins fragiles que le verre, pouvant être du tissu ou du cuir. Il a été mis au point par Jean Nicolas Truchelut en 1852. 